# Ясос
Ясос (варіанти написання: Яссос, Іасос, Іассос (грец. Iασός або Iασσός), лат. Iasus) — античне грецьке місто в Карії на березі Іасійської затоки (нині затока Мандалья) навпроти сучасного турецького міста Гюллюк. В античні часи Ясос розташовувався на острові, проте з часом протока між ним і материком зникла. Археологічна пам'ятка розташовується в окрузі Міляс, провінція Мугла, поблизу села Алеві району Кийиккишладжик, приблизно в 31 км від центру р. Міляс.

## Бронзовий вік
Згідно з даними розкопок кінця XX-початку XXI ст., місце було населене з ранньої бронзової доби. У шарах середньої бронзової доби виявлено багато знахідок кераміки мінойського походження; мабуть, місто було або мінойською колонією, або зазнавало активного впливу Криту.
З кінця XV ст. до зв. е. (пізньелладський період III A1) місцевість заселяють носії мікенської культури, про що свідчать знахідки мікенської кераміки, як імпортної, так і місцевого походження, а також інші дрібні знахідки (теракотові ідоли) і залишки стін мікенського типу. Подібно до того, як і в Мілеті, мінойське поселення змінилося мікенським.
Імовірно, народ, який населяв Ясос, згадується у складі «народів моря» під ім'ям WSS. У період античності в Ясосі мешкали карійці, які були швидко асимільовані греками.

## Античність
Античні історики вважали Ясос колонією Аргоса, проте археологічні дані вказують на довгу історію. Згідно з античними джерелами, аргівські колоністи зазнали кількох поразок у війні проти карійців, тому вони закликали на допомогу сина Нелея, який раніше заснував Мілет. У зв'язку з цим у місті з'явилися нові поселенці.
Місто, що займало весь невеликий острів, мало всього 10 стадій по периметру. Незважаючи на це, воно досить швидко стало дуже багатим, завдяки риболовлі і торгівлі рибою. Ясос був членом Делоського союзу і брав участь у Пелопоннеській війні 431—404 рр. до зв. е. Після сицилійської експедиції афінян на Ясос напали спартанці та їхні союзники. У момент нападу містом управляв перський сатрап Аморгес, який повстав проти Дарія II. Спартанці захопили та зруйнували місто. Взятого у полон Аморгеса вони відправили Тіссаферну.
У IV ст. територія міста увійшла до складу сатрапії нащадків Гекатомна і була завойована Олександром Македонським. Пізніше місто тримав в облозі Філіп V Македонський, проте римляни переконали його поступитися містом Птолемею V Епіфану.
Гори на околицях Ясоса служили джерелом чудового мармуру криваво-червоного та яскраво-білого кольору, який в античності використовувався в декоративних цілях. Поблизу міста знаходилося святилище Гестії зі статуєю богині; вважалося, що хоч вона і стояла на відкритому повітрі, її ніколи не торкалися краплі дощу. Страбон розповідає схожий переказ про храм Артеміди на околицях міста. Афіней згадує Ясос як відоме місце риболовлі.
Місто було покинуте, мабуть, у XV—XVI ст., в оттоманський період, коли поблизу було засновано містечко, яке отримало назву Асін-Кале або Асін-Курін. Адміністративно воно входило у склад санджака Ментеше Ізмірського (Айдинського) вілаєта.

## Археологія
До цього часу збереглася частина міської стіни. Поряд зі скелею збереглася частина стародавнього театру з рядами ослонів. У його околицях виявлено кілька написів та монет.
Після попередніх досліджень, які проводив Шарль Тексьє з 1835 р., тут почали проводитися регулярні розкопки, які нині веде Італійська школа археології в Афінах. Тут проводили свої експедиції Доро Леві (1960—1972), Клелія Лавьоса (1972—1984) та Феде Берті (1984—2011). З 2011 р. директором Ясоської експедиції є Марчелло Спану.
Ясос був постійно населений, починаючи з ранньої бронзової доби; в цей час на нього вплинула Кікладська культура. Далі в ньому представлені верстви геометричного, елліністичного та римського періодів, аж до візантійської доби. Серед споруд, що збереглися в Ясосі, — стоя Артеміди і вілли римського періоду.

## Християнська традиція
Відомі імена 4-х єпископів Ясоса: Фемістій (Themistius, 421), Флацилій (Flacillus, 451), Давид (787) і Григорій (878). Ясоський єпископат згадується у праці X ст. Nova Tactica, а пізніше також у Notitiae Episcopatuum.
У римсько-католицькій церкві існує титулярний диоцез, тобто єпархія, більше не пов'язана з реальною громадою католиків у зв'язку з їх переходом в іншу віру або міграцією з даної місцевості, під назвою Карія, з формальним місцезнаходженням в Ясосі.